# Leioproctus worsfoldi
Leioproctus worsfoldi är en biart som först beskrevs av Cockerell 1906.  Leioproctus worsfoldi ingår i släktet Leioproctus och familjen korttungebin. Inga underarter finns listade i Catalogue of Life.